# 派恩艾蘭 (明尼蘇達州)
派恩艾蘭（英語：Pine Island）是一個位於美國明尼蘇達州古德休縣及奧姆斯特德縣的城市。

## 人口
根據2020年美國人口普查的數據，派恩艾蘭的面積為15.60平方千米，當中陸地面積為15.52平方千米，而水域面積為0.08平方千米。當地共有人口3769人，而人口密度為每平方千米242人。